# Generació de codi
La generació de codi és en programació d'ordinadors una de les fases mitjançant la qual un compilador converteix un programa sintàcticament correcte en una sèrie d'instruccions a ser interpretades per una màquina. L'entrada en aquesta fase ve representada, típicament, per un arbre sintàctic, un arbre de sintaxi abstracta, o una representació intermèdia; la maquina destinta pot ser un microprocessador o una màquina abstracta tal com una màquina virtual o un llenguatge intermedi, llegible per un humà. Compiladors més sofisticats realitzen múltiples traduccions en cadena (pipelining) amb la finalitat de poder construir codis per múltiples plataformes i evitar haver de construir totes les capes del compilador.
En termes més generals, la generació de codis és usada per construir programes d'una manera automàtica evitant que els programadors hagin d'escriure el codi a mà. La generació de codi pot realitzar-se en temps d'ejecció, temps de càrrega, o temps de compilació. Els compiladors JIT són un exemple de generadors de codis.